# Bad Suns
Bad Suns – amerykański zespół indierockowy powstały w 2012 roku w Woodland Hills w Kalifornii.
Zespół powstał w południowej Kalifornii na początku 2012 roku. W skład wchodzili Christo Bowman (wokal), Gavin Bennett (bas), Ray Libby (gitara) i Miles Morris (perkusja). W 2014 roku nagrali swoje pierwsze EP Transpose oraz debiutancki album Language & Perspective. Rok później wystąpili na Coachella Valley Music and Arts Festival w Indio w Kalifornii, a w 2016 wyruszyli w trasę koncertową z piosenkarką Halsey. Na 22 marca 2019 został zapowiedziany pierwszy album dla Epitaph Records – Mystic Truth. W 2022 ukazał się kolejny album Apocalypse Whenever.

## Dyskografia

### Albumy
| Rok                                                     | Album                  | Pozycja na listach | Wydawca         |
| Rok                                                     | Album                  | US                 | Wydawca         |
| ------------------------------------------------------- | ---------------------- | ------------------ | --------------- |
| 2014                                                    | Language & Perspective | 24                 | Vagrant Records |
| 2014                                                    | Transpose (EP)         | 41                 | Vagrant Records |
| 2016                                                    | Disappear Here         | 109                | Vagrant Records |
| 2019                                                    | Mystic Truth           |                    | Epitaph Records |
| 2022                                                    | Apocalypse Whenever    |                    | Epitaph Records |
| „–” oznacza, że album nie był notowany na danej liście. |                        |                    |                 |

### Single
| „Cardiac Arrest”                                         | 2013 | 10 | 14 | 25 | Language & Perspective |
| „Salt”                                                   | 2014 | –  | –  | –  | Language & Perspective |
| „We Move Like the Ocean”                                 | 2015 | –  | –  | –  | Language & Perspective |
| „Disappear Here”                                         | 2016 | –  | –  | –  | Disappear Here         |
| „This Was a Home Once”                                   | 2017 | –  | –  | –  | –                      |
| „Away We Go”                                             | 2018 | –  | –  | –  | –                      |
| „–” oznacza, że singel nie był notowany na danej liście. |      |    |    |    |                        |